# Periférico Oriente (métro de Mexico)
Periférico Oriente est une station de la ligne 12 du métro de Mexico. Elle est située avenue Tlahuac, dans la division territoriale Tláhuac, à Mexico au Mexique.
Elle est mise en service en 2012. Le trafic de la ligne est suspendu, jusqu'à nouvel ordre depuis l'accident survenu sur la ligne le 4 mai 2021.

## Situation sur le réseau

Plan du métro.

Établie en aérien, la station Periférico Oriente, de la ligne 12 du métro de Mexico, est située entre la station Tezonco, en direction du terminus est Tláhuac, et la station Calle 11, en direction du terminus ouest Mixcoac,.
Elle dispose de deux voies et deux quais latéraux.

## Histoire
La station Periférico Oriente est mise en service le 30 octobre 2012, lors de l'ouverture à l'exploitation de la première section de la ligne 12 du métro de Mexico, longue de 24,5 km entre les terminus Mixcoac et Tláhuac. Elle doit son nom à sa situation à l'intersection de l'avenue Tláhuac et du boulevard périphérique Est.
En 2014, le service est suspendu pendant plus de douze mois du fait de la découverte de problèmes structurels dans la partie aérienne de la ligne. Le 4 mai 2021, l'écroulement d'un viaduc de la section aérienne, lors du passage d'une rame, provoque un lourd bilan avec environ, 25 morts et 80 blessés. Le trafic est suspendu sur la ligne jusqu'à nouvel ordre.

## Services aux voyageurs

### Accès et accueil
Elle dispose de deux accès : le premier est situé au nord de la voie Tlahuac, dans le quartier Año de Juárez, le deuxième, au sud de cette même voie, dans le quartier Barrio Guadalupe. Elle est équipée d'escaliers et d'escaliers mécaniques et dispose, de trois ascenseurs pour les personnes à la mobilité réduite, et de plaques de guidages et d'informations en Braille pour les personnes malvoyantes.

Vues de la station
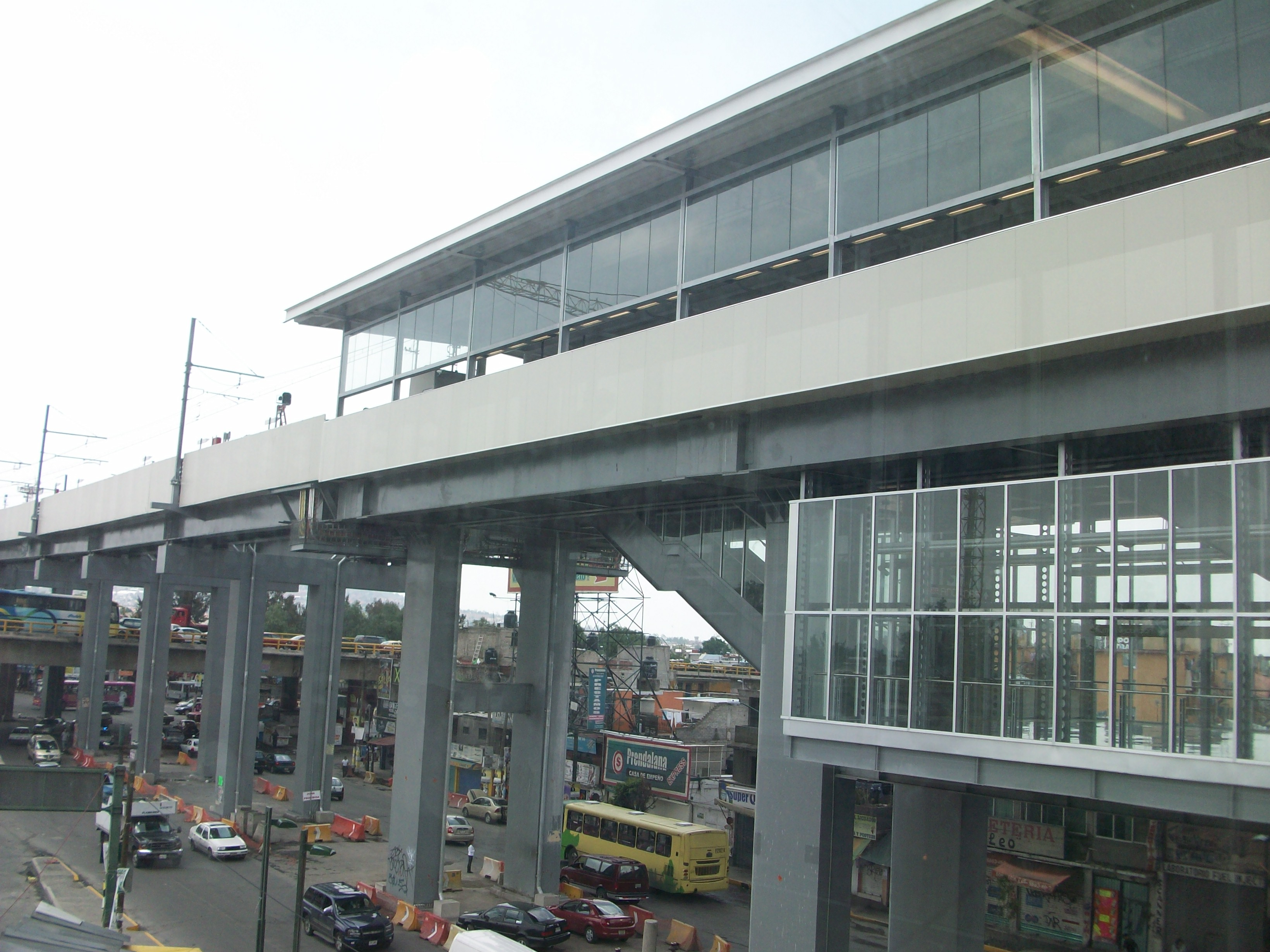
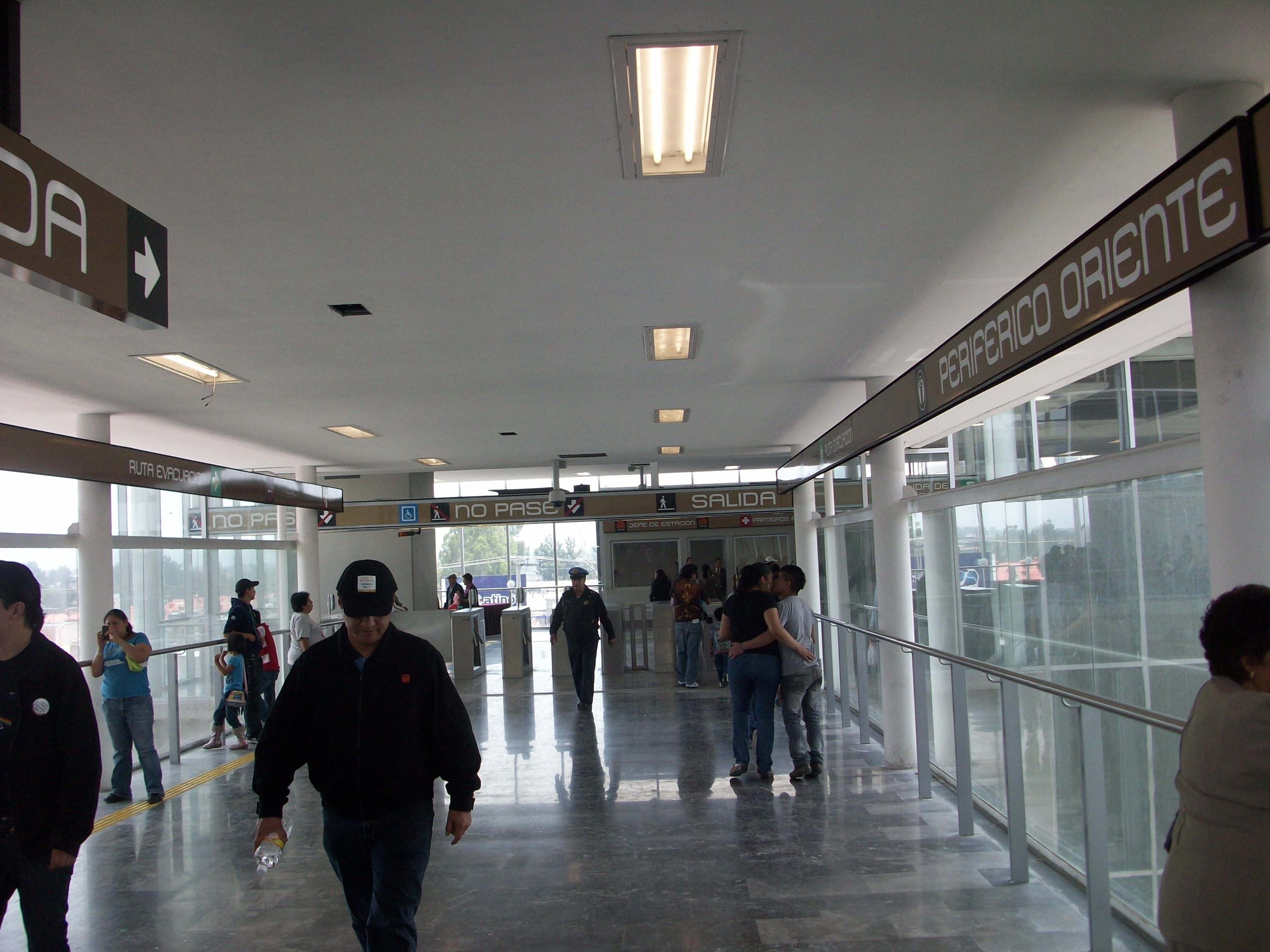

### Desserte
Ouverte : du lundi au vendredi à 5 h, le samedi à 6 h et les dimanches et jours fériés à 7 h, Tláhuac est desservie par les rames de la ligne 12 du métro de Mexico, sur la relation Mixcoac - Tláhuac.

### Intermodalité
Un parc pour les vélos non gardé est présent.